# قائمة سفراء دولة فلسطين لدى تنزانيا
سفير دولة فلسطين لدى تنزانيا هو ممثل دولة فلسطين الرسمي لدى دولة تنزانيا، يقع مقر السفارة الفلسطينية في دار السلام.

## قائمة السفراء
| الترتيب | رئيس البعثة الدبلوماسية                  | تاريخ الاعتماد الدبلوماسي | تاريخ الانتهاء | رئيس دولة فلسطين | رئيس تنزانيا        | ملاحظات                                         |
| --- | ---------------------------------------- | ------------------------- | -------------- | ---------------- | ------------------- | ----------------------------------------------- |
| 1 | فؤاد محمود عرفه البيطار                  | غ/م                       | 1982           | ياسر عرفات       | جوليوس نيريري       | أول ممثل لمنظمة التحرير الفلسطينية لدى تنزانيا. |
| 2 | عبد العزيز عبد الرحمن عبد العزيز أبو غوش | 1982                      | 1990           | ياسر عرفات       | جوليوس نيريري       |                                                 |
| اعترفت تنزانيا بدولة فلسطين في 24 نوفمبر 1988. وتحول مكتب ممثلية منظمة التحرير الفلسطينية إلى سفارة دولة فلسطين لدى تنزانيا. |                                          |                           |                |                  |                     |                                                 |
| 3 | فريز نافع عطية مهداوي                    | 1990                      | 2006           | ياسر عرفات       | علي حسن مويني       |                                                 |
| 4 | يوسف طلال هباب                           | 2006                      | 2008           | محمود عباس       | جاكايا كيكويتي      |                                                 |
| 5 | نصري خليل سليم أبو جيش                   | 2008                      | 2015           | محمود عباس       | جاكايا كيكويتي      |                                                 |
| 6 | حازم محمد إسماعيل شبات                   | 6 يناير 2016              | 2018           | محمود عباس       | جون بومبيه ماغوفولي |                                                 |
| 7 | حمدي منصور حمدي أبو علي                  | 5 أكتوبر 2018             | لا يزال        | محمود عباس       | جون بومبيه ماغوفولي |                                                 |